# Scopula macescens
Scopula macescens är en fjärilsart som beskrevs av Butler 1879. Scopula macescens ingår i släktet Scopula och familjen mätare. Inga underarter finns listade.